# Moriarty the Patriot
Pour les articles homonymes, voir Moriarty.
Moriarty the Patriot (憂国のモリアーティ, Yūkoku no Moriāti) est une série de mangas japonais écrite par Ryōsuke Takeuchi et illustrée par Hikaru Miyoshi, basée sur les différentes œuvres de Arthur Conan Doyle impliquant son fameux détective Sherlock Holmes.
L'histoire se concentre sur l'ennemi juré de Sherlock Holmes, le prodigieux mathématicien, William James Moriarty.
Une adaptation en une série anime est produite par le studio d'animation Production I.G. La série se divise en deux parties de onze épisodes et treize épisodes respectivement ; la première partie a été diffusée du 11 octobre 2020 au 20 décembre 2020 et la seconde partie a été diffusée du 4 avril 2021 au 27 juin 2021.

## Synopsis
À la fin du XIXe siècle à Londres, alors que le système social discrimine les classes sociales inférieures, un aristocrate adopte deux orphelins dans le but de pallier ce problème d'ordre social. L'aîné des deux frères est doté d'un savoir qui force le respect même des adultes. Bien décidé à mettre ses connaissances au service des désœuvrés, William et ses frères vont choisir d'emprunter ensemble la voie du crime pour parvenir à créer un monde où toutes les vies auront la même valeur.

## Personnages
William James Moriarty (ウィリアム・ジェームズ・モリアーティ, Uiriamu Jēmuzu Moriāti)
Voix japonaise : Sōma Saitō, Shizuka Ishigami (en) (enfant)
Albert James Moriarty (アルバート・ジェームズ・モリアーティ, Arubāto Jēmuzu Moriāti)
Voix japonaise : Takuya Satō (en)
Louis James Moriarty (ルイス・ジェームズ・モリアーティ, Ruisu Jēmuzu Moriāti)
Voix japonaise : Chiaki Kobayashi, Nao Tōyama (enfant)
Sherlock Holmes (シャーロック・ホームズ, Shārokku Hōmuzu)
Voix japonaise : Makoto Furukawa (en)
John H. Watson (ジョン・H・ワトソン, Jon H Watoson)
Voix japonaise : Yūki Ono
Médecin, ayant effectué la guerre d'Afghanistan où il a été blessé. Il devient le colocataire de Sherlock Holmes à l'adresse  221B Baker Street, propriété de Miss Hudson. C'est aussi un écrivain : comme dans la saga Sherlock Holmes, c'est lui qui raconte les aventures de Sherlock Holmes sous le nom de Arthur Conan Doyle.
Fred Porlock (フレッド・ポーロック, Fureddo Pōrokku)
Voix japonaise : Yūto Uemura (en)
Sebastian Moran (セバスチャン・モラン, Sebasuchan Moran)
Voix japonaise : Satoshi Hino (en)
Mycroft Holmes (マイクロフト・ホームズ, Maikurofuto Hōmuzu)
Voix japonaise : Hiroki Yasumoto
Irène Adler (アイリーンアドラー, Airīn'adorā) / James Bonde (ジェームズ・ボンド, Jēmuzu Bondo)
Voix japonaise : Yōko Hikasa
Jack Renfield (ジャック・レンフィールド, Jakku Renfīrudo)
Voix japonaise : Naoya Uchida (en)
Von Herder (フォン・ヘルダー, Fon Herudā)
Voix japonaise : Kōsuke Toriumi
Zach Patterson (ザック・パターソン, Zakku Patāson)
Voix japonaise : Tokuyoshi Kawashima (en)
Charles Auguste Milverton (チャールズ・オーガスタス・ミルヴァートン, Chyāruzu Ōgasutasu Mirubāton)
Voix japonaise : Kenji Nojima

## Manga
La série de mangas, écrite par Ryōsuke Takeuchi et illustrée par Hikaru Miyoshi, a commencé à être prépubliée dans le magazine shōnen le Shueisha Jump Square le 4 août 2016. En mars 2024, la série compte dix-neuf volumes. La version française du manga est publiée par Kana et compte à ce jour dix-huit volumes traduits.

### Liste des volumes
| no | Japonais          | Japonais          | Français          | Français          |
| no | Date de sortie    | ISBN              | Date de sortie    | ISBN              |
| --- | ----------------- | ----------------- | ----------------- | ----------------- |
| 1 | 4 novembre 2016   | 978-4-08-880857-4 | 22 juin 2018      | 978-2-5050-7073-3 |
| Personnage en couverture : William James MoriartyListe des chapitres : - no 1 : Les yeux écarlates (The Scarlet Eyes 緋色の瞳, Hiiro no hitomi) - no 2 : Une tarte aux pamplemousses (The One Grapefruit Pie グレープフルーツのパイ一つ, Gurēpufurūtsu no pai hitotsu) - no 3 : Les danseurs sur le pont (The Dancers on the Bridge 橋の上の踊り子, Hashi no ue no odoriko) |                   |                   |                   |                   |
| 2 | 3 mars 2017       | 978-4-08-881031-7 | 21 septembre 2018 | 978-2-5050-7074-0 |
| Personnage en couverture : Sherlock HolmesListe des chapitres : - no 4 : L'affaire du fils de nobles kidnappé (The Case of the Noble Kidnapping 伯爵子弟誘拐事件, Hakushaku shitei yūkai jiken) - no 5 : Le Noahtic, Acte 1 (The "Noahtic" Act.1 ノアティック号事件 第一幕, Noatikku gōjiken daiichimaku) - no 6 : Le Noahtic, Acte 2 (The "Noahtic" Act.2 ノアティック号事件 第二幕, Noatikku gōjiken dainimaku) - no 7 : A Study in "S", Acte 1 (A Study In "S" Act.1 シャーロック・ホームズの研究 第一幕, Shārokku hōmuzu no kenkyū daiichimaku) |                   |                   |                   |                   |
| 3 | 4 juillet 2017    | 978-4-08-881123-9 | 7 décembre 2018   | 978-2-5050-7199-0 |
| Personnage en couverture : Louis James MoriartyListe des chapitres : - no 8 : A Study in "S", Acte 2 (A Study In "S" Act.2 シャーロック・ホームズの研究 第二幕, Shārokku hōmuzu no kenkyū dainimaku) - no 9 : A Study in "S", Acte 3 (A Study In "S" Act.3 シャーロック・ホームズの研究 第三幕, Shārokku hōmuzu no kenkyū daisanmaku) - no 10 : Ces chiens de Baskerville, Acte 1 (The Hunting of the Baskervilles Act 1 バスカヴィル家の狩り 第一幕, Basukaviru ka no kari daiichimaku) - no 11 : Ces chiens de Baskerville, Acte 2 (The Hunting of the Baskervilles Act 2 バスカヴィル家の狩り 第二幕, Basukaviru ka no kari dainimaku)                                        |                   |                   |                   |                   |
| 4 | 2 novembre 2017   | 978-4-08-881166-6 | 15 mars 2019      | 978-2-5050-7335-2 |
| Personnage en couverture : John H. WatsonListe des chapitres : - no 12 : L'homme au bras armé d'or, Acte 1 (The Man with the Golden Army Act 1 黄金の軍隊を持つ男 第一幕, Kogane no guntai o motsu otoko daiichimaku) - no 13 : L'homme au bras armé d'or, Acte 2 (The Man with the Golden Army Act 2黄金の軍隊を持つ男 第二幕, Kogane no guntai o motsu otoko dainimaku) - no 14 : L'homme au bras armé d'or, Acte 3 (The Man with the Golden Army Act 3黄金の軍隊を持つ男 第三幕, Kogane no guntai o motsu otoko daisanmaku) - no 15 : Les deux détectives, Acte 1 (The Two Detectives Act 1 二人の探偵 第一幕, Futari no tantei daiichimaku)                                  |                   |                   |                   |                   |
| 5 | 2 mars 2018       | 978-4-08-881365-3 | 5 juillet 2019    | 978-2-5050-7336-9 |
| Personnage en couverture : Albert James MoriartyListe des chapitres : - no 16 : Les deux détectives, Acte 2 (The Two Detectives Act 2 二人の探偵 第二幕, Futari no tantei dainimaku) - no 17 : Un scandale dans l'Empire britannique, Acte 1 (A Scandal In British Empire Act 1 大英帝国の醜聞 第一幕, Daieiteikoku no shūbun daiichimaku) - no 18 : Un scandale dans l'Empire britannique, Acte 2 (A Scandal In British Empire Act 2 大英帝国の醜聞 第二幕, Daieiteikoku no shūbun dainimaku) - no 19 : Un scandale dans l'Empire britannique, Acte 3 (A Scandal In British Empire Act 3 大英帝国の醜聞 第三幕, Daieiteikoku no shūbun daisanmaku)                              |                   |                   |                   |                   |
| 6 | 4 juillet 2018    | 978-4-08-881424-7 | 8 novembre 2019   | 978-2-5050-7641-4 |
| Personnage en couverture : Irène AdlerListe des chapitres : - no 20 : Un scandale dans l'Empire britannique, Acte 4 (A Scandal In British Empire Act 4 大英帝国の醜聞 第四幕, Daieiteikoku no shūbun daishimaku) - no 21 : Un scandale dans l'Empire britannique, Acte 5 (A Scandal In British Empire Act 5 大英帝国の醜聞 第五幕, Daieiteikoku no shūbun daigomaku) - no 22 : Un scandale dans l'Empire britannique, Acte 6 (A Scandal In British Empire Act 6 大英帝国の醜聞 第六幕, Daieiteikoku no shūbun dairokumaku) - no 23 : Un scandale dans l'Empire britannique, Acte 7 (A Scandal In British Empire Act 7 大英帝国の醜聞 第七幕, Daieiteikoku no shūbun dainanamaku) |                   |                   |                   |                   |
| 7 | 2 novembre 2018   | 978-4-08-881627-2 | 29 mai 2020       | 978-2-5050-8157-9 |
| Personnage en couverture : Colonel Sebastian MoranListe des chapitres : - no 24 : L'aventure des quatre serviteurs (The Adventure of Four Servants モリアーティ家の使用人たち, Moriāti-ka no shiyōnin-tachi) - no 25 : Le fantôme de Whitechapel, Acte 1 (The Phantom of Whitechapel Act 1 ホワイトチャペルの亡霊 第一幕, Howaitochaperu no bōrei daiichimaku) - no 26 : Le fantôme de Whitechapel, Acte 2 (The Phantom of Whitechapel Act 2 ホワイトチャペルの亡霊 第二幕, Howaitochaperu no bōrei dainimaku) - no 27 : Le fantôme de Whitechapel, Acte 3 (The Phantom of Whitechapel Act 3 ホワイトチャペルの亡霊 第三幕, Howaitochaperu no bōrei daisanmaku)                  |                   |                   |                   |                   |
| 8 | 4 mars 2019       | 978-4-08-881766-8 | 21 août 2020      | 978-2-5050-8302-3 |
| Personnage en couverture : Mycroft HolmesListe des chapitres : - no 28 : Le fantôme de Whitechapel, Acte 4 (The Phantom of Whitechapel Act 4 ホワイトチャペルの亡霊 第四幕, Howaitochaperu no bōrei daishimaku) - no 29 : Rébellion à Scotland Yard, Acte 1 (The Riot in New Scotland Yard Act 1 スコットランドヤード狂騒曲 第一幕, Sukottorandoyādo kyōsō-kyoku daiichimaku) - no 30 : Rébellion à Scotland Yard, Acte 2 (The Riot in New Scotland Yard Act 2 スコットランドヤード狂騒曲 第二幕, Sukottorandyādo kyōsō-kyoku dainimaku) - no 31 : L'aventure d'un étudiant (The Adventure of the One Student 一人の学生, Hitori no gakusei)                                     |                   |                   |                   |                   |
| 9 | 4 juillet 2019    | 978-4-08-881889-4 | 22 janvier 2021   | 978-2-5050-8514-0 |
| Personnage en couverture : Fred PorlockListe des chapitres : - no 32 : Un thé chez les Moriarty (The Tea Party モリアーティ家の休日, Moriāti-ka no kyūjitsu) - no 33 : Le marchand de Londres, Acte 1 (The Merchant of London Act 1 ロンドンの証人 第一幕, Rondon no shōnin daiichimaku) - no 34 : Le marchand de Londres, Acte 2 (The Merchant of London Act 2 ロンドンの証人 第二幕, Rondon no shōnin dainimaku) - no 35 : Le chevalier blanc de Londres, Acte 1 (The White Knight of London Act 1 ロンドンの騎士 第一幕, Rondon no kishi daiichimaku) |                   |                   |                   |                   |
| 10 | 1er novembre 2019 | 978-4-08-882109-2 | 7 mai 2021        | 978-2-5050-8827-1 |
| Personnage en couverture : William James Moriarty ou Miss HudsonListe des chapitres : - no 36 : Le chevalier blanc de Londres, Acte 2 (The White Knight of London Act 2 ロンドンの騎士 第二幕, Rondon no kishi dainimaku) - no 37 : Le chevalier blanc de Londres, Acte 3 (The White Knight of London Act 3 ロンドンの騎士 第三幕, Rondon no kishi daisanmaku) - no 38 : Le chevalier blanc de Londres, Acte 4 (The White Knight of London Act 4 ロンドンの騎士 第四幕, Rondon no kishi daishimaku) - no 39 : Le chevalier noir de Londres (The Dark Night of London 闇に閉ざされた街, Yami ni Tozasareta Machi)                                                                 |                   |                   |                   |                   |
| 11 | 4 mars 2020       | 978-4-08-882233-4 | 3 septembre 2021  | 978-2-5050-8826-4 |
| Personnage en couverture : Von HerderListe des chapitres : - no 40 : Le signe de Mary, Acte 1 (The Sign of Mary Act 1 四つの署名 第一幕, Yottsu no shomei daiichimaku) - no 41 : Le signe de Mary, Acte 2 (The Sign of Mary Act 2 四つの署名 第二幕, Yottsu no shomei dainimaku) - no 42 : Le signe de Mary, Acte 3 (The Sign of Mary Act 3 四つの署名 第三幕, Yottsu no shomei daisanmaku) - no 43 : Le signe de Mary, Acte 4 (The Sign of Mary Act 4 四つの署名 第四幕, Yottsu no shomei daishimaku) |                   |                   |                   |                   |
| 12 | 3 juillet 2020    | 978-4-08-882360-7 | 7 janvier 2022    | 978-2-5051-1083-5 |
| Personnage en couverture : George LestradeListe des chapitres : - no 44 : Les deux criminels. Acte 1 (The Two Criminals Act 1 犯人は二人 第一幕, Han'nin wa futari daiichimaku) - no 45 : Les deux criminels. Acte 2 (The Two Criminals Act 2 犯人は二人 第二幕, Han'nin wa futari dainimaku) - no 46 : Les deux criminels. Acte 3 (The Two Criminals Act 3 犯人は二人 第三幕, Han'nin wa futari daisanmaku) - no 47 : Les deux criminels. Acte 4 (The Two Criminals Act 4 犯人は二人 第四幕, Han'nin wa futari daishimaku) |                   |                   |                   |                   |
| 13 | 4 novembre 2020   | 978-4-08-882482-6 | 17 juin 2022      | 978-2-5051-1209-9 |
| Personnage en couverture : James BondListe des chapitres : - no 48 : Son dernier crime. Acte 1 (The Final Problem Act 1 最後の事件 第一幕, Saigo no jiken daiichimaku) - no 49 : Son dernier crime. Acte 2 (The Final Problem Act 2 最後の事件 第二幕, Saigo no jiken dainimaku) - no 50 : Son dernier crime. Acte 3 (The Final Problem Act 3 最後の事件 第三幕, Saigo no jiken daisanmaku) - no 51 : Son dernier crime. Acte 4 (The Final Problem Act 4 最後の事件 第四幕, Saigo no jiken daishimaku) |                   |                   |                   |                   |
| 14 | 2 avril 2021      | 978-4-08-882601-1 | 2 septembre 2022  | 978-2-5051-1521-2 |
| Personnage en couverture : WigginsListe des chapitres : - no 52 : Son dernier crime. Acte 5 (The Final Problem Act 5 最後の事件 第五幕, Saigo no jiken daigomaku) - no 53 : Son dernier crime. Acte 6 (The Final Problem Act 6 最後の事件 第六幕, Saigo no jiken dairokumaku) - no 54 : Son dernier crime. Acte 7 (The Final Problem Act 7 最後の事件 第七幕, Saigo no jiken dainanamaku) - no 55 : Son dernier crime. Acte 8 (The Final Problem Act 8 最後の事件 第八幕, Saigo no jiken daihachimaku) - no 56 : Son dernier crime. Acte 9 (The Final Problem Act 9 最後の事件 第九幕, Saigo no jiken daikyūmaku)                                                                |                   |                   |                   |                   |
| 15 | 4 août 2021       | 978-4-08-882741-4 | 10 février 2023   | 978-2-5051-1600-4 |
| Personnage en couverture : Jack RenfieldListe des chapitres : - no 57 : L'Aventure des âmes perdues. Acte 1 (The Adventure of the Empty Hearts Act 1 空き家の冒険 第一幕, Akiya na bōkan daiichimaku) - no 58 : L'Aventure des âmes perdues. Acte 2 (The Adventure of the Empty Hearts Act 2 空き家の冒険 第二幕, Akiya na bōkan dainimaku) - no 59 : L'Aventure des âmes perdues. Acte 3 (The Adventure of the Empty Hearts Act 3 空き家の冒険 第三幕, Akiya na bōkan daisanmaku) - no 60 : L'Aventure des âmes perdues. Acte 4 (The Adventure of the Empty Hearts Act 4 空き家の冒険 第四幕, Akiya na bōkan daishimaku)                                                        |                   |                   |                   |                   |
| 16 | 3 décembre 2021   | 978-4-08-882855-8 | 9 juin 2023       | 978-2-5051-2057-5 |
| Personnage en couverture : Zack PattersonListe des chapitres : - no 61 : L'Aventure des âmes perdues. Acte 5 (The Adventure of the Empty Hearts Act 5 空き家の冒険 第五幕, Akiya na bōkan daigomaku) - no 62 : L'Aventure des âmes perdues. Acte 6 (The Adventure of the Empty Hearts Act 6 空き家の冒険 第六幕, Akiya na bōkan dairokumaku) - no 63 : L'Aventure des âmes perdues. Acte 7 (The Adventure of the Empty Hearts Act 7 空き家の冒険 第七幕, Akiya na bōkan dainanamaku) - no 64 : L'Aventure des âmes perdues. Acte 8 (The Adventure of the Empty Hearts Act 8 空き家の冒険 第八幕, Akiya na bōkan daihachimaku)                                                    |                   |                   |                   |                   |
| 17 | 4 avril 2022      | 978-4-08-883086-5 | 17 octobre 2023   | 978-2-50-512058-2 |
| Personnage en couverture : Miss MoneypennyListe des chapitres : - no 65 : L'Aventure des âmes perdues. Acte 9 (The Adventure of the Empty Hearts Act 9 空き家の冒険 第九幕, Akiya na bōkan daikyūmaku) - no 66 : Les Impardonnables (Unforgiven & Thanksgiving 赦されさる者たち, Yurusaresaru monotachi) - no 67 : La Vallée de la peur. Acte 1 (The Valley Of Fellows Act 1 恐怖の谷 第一幕, Kyofu no tani daiichimaku) - no 68 : La Vallée de la peur. Acte 2 (The Valley Of Fellows Act 2 恐怖の谷 第二幕, Kyofu no tani dainimaku) |                   |                   |                   |                   |
| 18 | 4 août 2022       | 978-4-08-883203-6 | 16 février 2024   | 978-2-50-512330-9 |
| Personnage en couverture : BillyListe des chapitres : - Chapitre 69 : La Vallée de la peur. Acte 3 (The Valley Of Fellows Act 3 恐怖の谷 第三幕, Kyofu no Tani Dai San Maku) - Chapitre 70 : La Vallée de la peur. Acte 4 (The Valley Of Fellows Act 4 恐怖の谷 第四幕, Kyofu no Tani Dai Shi Maku) - Chapitre 71 : La Vallée de la peur. Acte 5 (The Valley Of Fellows Act 5 恐怖の谷 第五幕, Kyofu no Tani Dai Go Maku) - Chapitre 72 : La Vallée de la peur. Acte 6 (The Valley Of Fellows Act 6 恐怖の谷 第六幕, Kyofu no Tani Dai Roku Maku) |                   |                   |                   |                   |
| 19 | 3 février 2023    | 978-4-08-883312-5 | 28 juin 2024      | 978-2-5051-2612-6 |
| Personnages en couverture : Sherlock Holmes et William James MoriartyListe des chapitres : - Chapitre 73 : La Vallée de la peur. Acte 7 (The Valley Of Fellows Act 7 恐怖の谷 第七幕, Kyofu no Tani Dai Nana Maku) - Chapitre 74 : La Vallée de la peur. Acte 8 (The Valley Of Fellows Act 8 恐怖の谷 第八幕, Kyofu no Tani Dai Hachi Maku) - Chapitre 75 : La Vallée de la peur. Acte 9 (The Valley Of Fellows Act 9 恐怖の谷 第九幕, Kyofu no Tani Dai Kyū Maku) - Chapitre 76 : Le Retour de William et Sherlock, puis... (The Return of William and Sherlock, And Then... Souka。Soshite•••, 掃過。そして•••)                                                                |                   |                   |                   |                   |

## Spectacle musical
Deux adaptations en spectacles musicaux ont eu lieu au Japon entre 2019 et 2020,.

## Anime
Une adaptation en anime a été annoncée lors de l'événement Jump Festa '20 le 22 décembre 2019.
La série est animée par le studio Production I.G et réalisée par Kazuya Nomura, avec Gō Zappa et Taku Kishimoto en tant que scénariste. Tooru Ookubo s'occupant du design des personnages et Asami Tachibana composant la musique de la série.
Le premier épisode a été pré-diffusé le 21 septembre 2020, mais la série a officiellement commencée sa diffusion le 11 octobre 2020 sur Tokyo MX, BS11 et MBS.
Le premier générique d'ouverture, DYING WISH, est interprété par Tasuku Hatanaka, tandis que le générique de fin, ALPHA, est interprété par STEREO DIVE FOUNDATION. Le second générique d'ouverture est TWISTED HEARTS par Tasuku Hatanaka et le second générique de fin est OMEGA interprété par STEREO DIVE FOUNDATION.
La série s'étale sur 24 épisodes, disponibles en France sur Wakanim et sur Crunchyroll,. Elle est diffusée en deux parties contenant respectivement onze épisodes et treize épisodes. La première partie a été diffusée du 11 octobre 2020 au 20 décembre 2020 et la seconde partie a été diffusée du 4 avril 2021 au 27 juin 2021,.

### Liste des épisodes
| No | Titre français                                 | Titre japonais                      | Titre japonais                        | Date de 1re diffusion |
| No | Titre français                                 | Kanji                               | Rōmaji                                | Date de 1re diffusion |
| --- | ---------------------------------------------- | ----------------------------------- | ------------------------------------- | --------------------- |
| 1 | Le crime du comte                              | 伯爵の犯罪                          | Hakushaku no hanzai                   | 11 octobre 2020       |
| Une série de sept meurtres impliquant de jeunes garçons a lieu dans le Londres de la fin du XIXe siècle, sans que le coupable soit attrapé. Comme à son habitude, William James Moriarty lit les nouvelles en prenant son petit-déjeuner en compagnie de son frère Louis et décele des indices dans ces assassinats, malgré l'échec de la police à résoudre l'affaire. Il tire comme conclusion que les métiers des parents des victimes sont en lien avec la noblesse, sauf pour un jeune homme qui était sans-abri, et que le meurtrier doit venir de ce milieu. Il décide d'enquêter sur le terrain et invite un garçon des rues à déjeuner en échange d'informations. Ce dernier lui apprend qu'il était l'ami du sans-abri tué et où il avait pour habitude de faire la manche. Moriarty se rend sur les lieux et conclut que le tueur en série regardait sa future victime depuis la fenêtre du club Gastros. Aidé par son autre frère Albert, il intègre ce club sur recommandation afin de vérifier ses soupçons et remarque un homme attablé près de la fenêtre en question, dont il demande l'identité à un serveur. Moriarty se joint donc à Lord Argleton et entame la conversation, lui faisant remarquer que ces habits, comme son costume ou sa montre, proviennent des différents lieux où travaillent les parents des garçons assassinés. Mal à l'aise, le Lord trouve une excuse pour s'éclipser. Alors que Moriarty quitte le club et arpente les rues londoniennes, il se sent suivi et prend une impasse. Son poursuivant est surpris par l'enquêteur qui déduit qu'il est un homme de main d'Argleton, chargé des basses besognes. L'homme se précipite sur Moriarty mais est pris au piège par Louis qui surgit brusquement derrière lui et le menace d'une lame sur la gorge. Dans un endroit isolé de la ville, Moriarty livre Argleton à M. Eden, un costumier père d'une victime, afin de tuer le Lord — un flashback révélant qu'il travaille secrètement en tant que consultant du crime avec ses deux frères et aide ses clients à commettre des meurtres. Il lui tend une paire de ciseaux et le laisse seul avec le bourreau de son fils. Le costumier commet le crime et Moriarty se charge de faire disparaitre les preuves. Plus tard, Albert passe en calèche devant la boutique de M. Eden et constate que l'homme semble aller mieux, ses cernes ayant disparu. |                                                |                                     |                                       |                       |
| 2 | Les yeux écarlates - ACTE 1                    | 緋色の瞳 第一幕                     | Hiiro no hitomi Daiichimaku           | 18 octobre 2020       |
| [Chapitre 1] |                                                |                                     |                                       |                       |
| 3 | Les yeux écarlates - ACTE 2                    | 緋色の瞳 第二幕                     | Hiiro no hitomi Dainimaku             | 25 octobre 2020       |
| [Chapitre 1] |                                                |                                     |                                       |                       |
| 4 | Une variété rare                               | 希少な種                            | Kishōna tane                          | 1er novembre 2020     |
| [Chapitre 2] |                                                |                                     |                                       |                       |
| 5 | Les danseurs sur le pont                       | 橋の上の踊り子                      | Hashi no ue no odoriko                | 8 novembre 2020       |
| [Chapitre 3] |                                                |                                     |                                       |                       |
| 6 | Le Noahtic - ACTE 1                            | ノアティック号事件 第一幕           | Noatikku gōjiken Daiichimaku          | 15 novembre 2020      |
| [Chapitre 5] |                                                |                                     |                                       |                       |
| 7 | Le Noahtic - ACTE 2                            | ノアティック号事件 第二幕           | Noatikku gōjiken Dainimaku            | 22 novembre 2020      |
| [Chapitre 6] |                                                |                                     |                                       |                       |
| 8 | A study in "S" - ACTE 1                        | シャーロック・ホームズの研究 第一幕 | Shārokku hōmuzu no kenkyū Daiichimaku | 29 novembre 2020      |
| [Chapitres 7-8] |                                                |                                     |                                       |                       |
| 9 | A study in "S" - ACTE 2                        | シャーロック・ホームズの研究 第二幕 | Shārokku hōmuzu no kenkyū Dainimaku   | 6 décembre 2020       |
| [Chapitres 8-9] |                                                |                                     |                                       |                       |
| 10 | Les deux détectives - ACTE 1                   | 二人の探偵 第一幕                   | Futari no tantei Daiichimaku          | 13 décembre 2020      |
| [Chapitre 15] |                                                |                                     |                                       |                       |
| 11 | Les deux détectives - ACTE 2                   | 二人の探偵 第二幕                   | Futari no tantei Dainimaku            | 20 décembre 2020      |
| [Chapitre 16] |                                                |                                     |                                       |                       |
| 12 | Un scandale dans l'Empire britannique - ACTE 1 | 大英帝国の醜聞 第一幕               | Daiei teikoku no shūbun Daiichimaku   | 4 avril 2021          |
| [Chapitres 17-18-19] |                                                |                                     |                                       |                       |
| 13 | Un scandale dans l'Empire britannique - ACTE 2 | 大英帝国の醜聞 第二幕               | Daiei teikoku no shūbun Dainimaku     | 11 avril 2021         |
| [Chapitres 20-21] |                                                |                                     |                                       |                       |
| 14 | Un scandale dans l'Empire britannique - ACTE 3 | 大英帝国の醜聞 第三幕               | Daiei teikoku no shūbun Daisanmaku    | 18 avril 2021         |
| [Chapitres 22-23] |                                                |                                     |                                       |                       |
| 15 | Le fantôme de Whitechapel - ACTE 1             | ホワイトチャペルの亡霊 第一幕       | Howaitochaperu no bōrei Daiichimaku   | 25 avril 2021         |
| [Chapitres 24-25] |                                                |                                     |                                       |                       |
| 16 | Le fantôme de Whitechapel - ACTE 2             | ホワイトチャペルの亡霊 第二幕       | Howaitochaperu no bōrei Dainimaku     | 2 mai 2021            |
| [Chapitres 25-26-27-28] |                                                |                                     |                                       |                       |
| 17 | Rébellion à Scotland Yard                      | スコットランドヤード狂騒曲          | Sukottorando Yādo kyōsō kyoku         | 9 mai 2021            |
| [Chapitres 29-30] |                                                |                                     |                                       |                       |
| 18 | Le marchand de Londres                         | ロンドンの証人                      | Rondon no shōnin                      | 16 mai 2021           |
| [Chapitres 33-34] |                                                |                                     |                                       |                       |
| 19 | Le chevalier blanc de Londres - ACTE 1         | ロンドンの騎士 第一幕               | Rondon no kishi Daiichimaku           | 23 mai 2021           |
| [Chapitres 35-36] |                                                |                                     |                                       |                       |
| 20 | Le chevalier blanc de Londres - ACTE 2         | ロンドンの騎士 第二幕               | Rondon no kishi Dainimaku             | 30 mai 2021           |
| [Chapitres 36-37-38-39] |                                                |                                     |                                       |                       |
| 21 | Le signe de Mary                               | 四つの署名                          | Yottsu no shomei                      | 6 juin 2021           |
| [Chapitres 40-41-42-43] |                                                |                                     |                                       |                       |
| 22 | Les deux criminels                             | 犯人は二人                          | Hannin wa futari                      | 13 juin 2021          |
| [Chapitres 44-45-46-47] |                                                |                                     |                                       |                       |
| 23 | Le dernier problème - ACTE 1                   | 最後の事件 第一幕                   | Saigo no jiken Daiichimaku            | 20 juin 2021          |
| [Chapitres 48-49-50-51] |                                                |                                     |                                       |                       |
| 24 | Le dernier problème - ACTE 2                   | 最後の事件 第二幕                   | Saigo no jiken Dainimaku              | 27 juin 2021          |
| [Chapitres 52-53-54-55-56] |                                                |                                     |                                       |                       |

### Annotations
1. ↑  Les titres français de l'adaptation en anime proviennent de Wakanim.
2. ↑  Le premier épisode a été pré-diffusé le 21 septembre 2020[17].
3. ↑  Cet épisode a été pré-diffusé le 28 mars 2021 sur Wakanim[25].

### Œuvres
Édition japonaise
Moriarty
1. 1 2 3  (ja) « 憂国のモリアーティ 19 », sur Shūeisha (consulté le 30 mars 2024)
2. 1 2  (ja) « 憂国のモリアーティ 1 », sur Shūeisha (consulté le 17 octobre 2020)
3. 1 2  (ja) « 憂国のモリアーティ 2 », sur Shūeisha (consulté le 17 octobre 2020)
4. 1 2  (ja) « 憂国のモリアーティ 3 », sur Shūeisha (consulté le 17 octobre 2020)
5. 1 2  (ja) « 憂国のモリアーティ 4 », sur Shūeisha (consulté le 17 octobre 2020)
6. 1 2  (ja) « 憂国のモリアーティ 5 », sur Shūeisha (consulté le 17 octobre 2020)
7. 1 2  (ja) « 憂国のモリアーティ 6 », sur Shūeisha (consulté le 17 octobre 2020)
8. 1 2  (ja) « 憂国のモリアーティ 7 », sur Shūeisha (consulté le 17 octobre 2020)
9. 1 2  (ja) « 憂国のモリアーティ 8 », sur Shūeisha (consulté le 17 octobre 2020)
10. 1 2  (ja) « 憂国のモリアーティ 9 », sur Shūeisha (consulté le 17 octobre 2020)
11. 1 2  (ja) « 憂国のモリアーティ 10 », sur Shūeisha (consulté le 17 octobre 2020)
12. 1 2  (ja) « 憂国のモリアーティ 11 », sur Shūeisha (consulté le 17 octobre 2020)
13. 1 2  (ja) « 憂国のモリアーティ 12 », sur Shūeisha (consulté le 17 octobre 2020)
14. 1 2  (ja) « 憂国のモリアーティ 13 », sur Shūeisha (consulté le 17 octobre 2020)
15. 1 2  (ja) « 憂国のモリアーティ 14 », sur Shūeisha (consulté le 23 février 2021)
16. 1 2  (ja) « 憂国のモリアーティ 15 », sur Shūeisha (consulté le 21 juin 2021)
17. 1 2  (ja) « 憂国のモリアーティ 16 », sur Shūeisha (consulté le 2 novembre 2021)
18. 1 2  (ja) « 憂国のモリアーティ 17 », sur Shūeisha (consulté le 7 mars 2022)
19. 1 2  (ja) « 憂国のモリアーティ 18 », sur Shūeisha (consulté le 20 juin 2022)

Édition française
Moriarty
1. 1 2  « Moriarty Tome 1 », sur kana.fr (consulté le 17 octobre 2020)
2. 1 2  « Moriarty Tome 2 », sur kana.fr (consulté le 17 octobre 2020)
3. 1 2  « Moriarty Tome 3 », sur kana.fr (consulté le 17 octobre 2020)
4. 1 2  « Moriarty Tome 4 », sur kana.fr (consulté le 17 octobre 2020)
5. 1 2  « Moriarty Tome 5 », sur kana.fr (consulté le 17 octobre 2020)
6. 1 2  « Moriarty Tome 6 », sur kana.fr (consulté le 17 octobre 2020)
7. 1 2  « Moriarty Tome 7 », sur kana.fr (consulté le 17 octobre 2020)
8. 1 2  « Moriarty Tome 8 », sur kana.fr (consulté le 17 octobre 2020)
9. 1 2  « Moriarty Tome 9 », sur kana.fr (consulté le 17 décembre 2020)
10. 1 2  « Moriarty Tome 10 », sur kana.fr (consulté le 23 février 2021)
11. 1 2  « Moriarty Tome 11 », sur kana.fr (consulté le 22 juin 2021)
12. 1 2  « Moriarty Tome 12 », sur kana.fr (consulté le 29 mars 2022)
13. 1 2  « Moriarty Tome 13 », sur kana.fr (consulté le 29 mars 2022)
14. 1 2  « Moriarty Tome 14 », sur kana.fr (consulté le 29 mars 2022)
15. 1 2  « Moriarty Tome 15 », sur kana.fr (consulté le 21 aout 2023)
16. 1 2  « Moriarty Tome 16 », sur kana.fr (consulté le 21 aout 2023)